# Zenon Chodyński

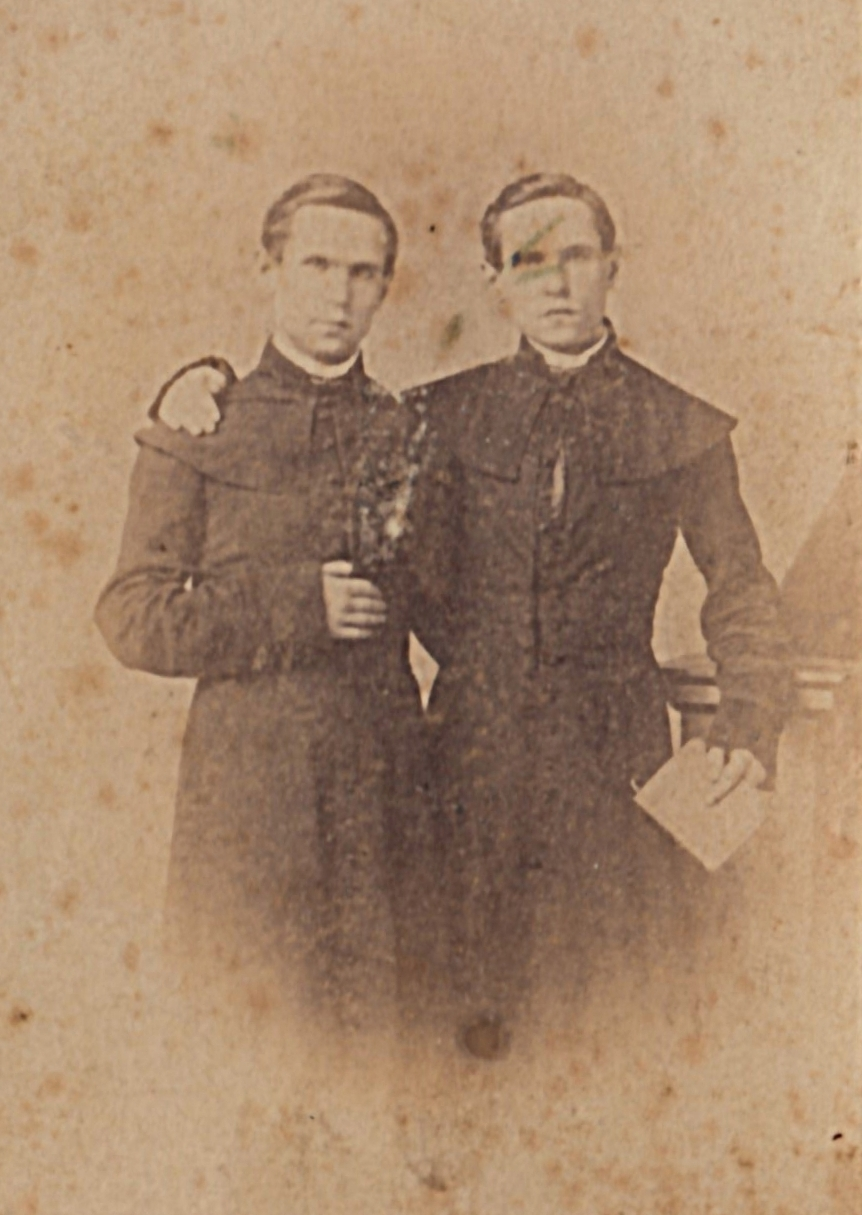
Zenon i Stanisław Chodyńscy, alumni seminarium duchownego

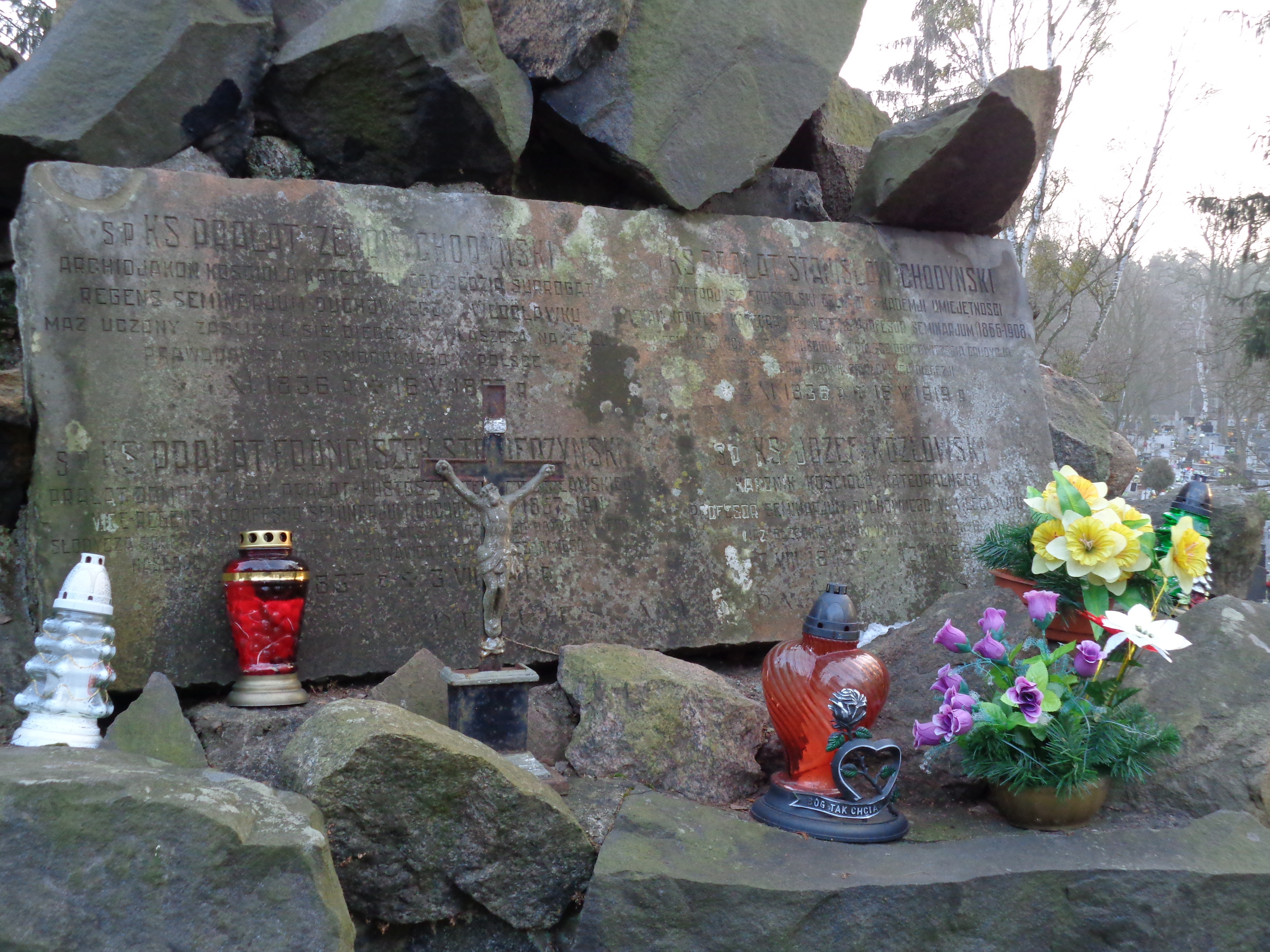
Grób Zenona i Stanisława Chodyńskich oraz Franciszka Stopierzyńskiego i Józefa Kozłowskiego

Zenon Chodyński (ur. 4 listopada 1836 w Kaliszu, zm. 16 maja 1887 we Włocławku) – polski duchowny rzymskokatolicki, historyk Kościoła katolickiego, rektor Seminarium Duchownego we Włocławku.

## Życiorys
Był synem Feliksa, urzędnika Trybunału Cywilnego w Kaliszu, i Honoraty z domu Wesołowskiej. Jego rodzina odznaczała się herbem Rawicz. Brat bliźniak Stanisława Chodyńskiego, młodszy brat Adama Chodyńskiego.
Początkowo uczył się w domu w Kaliszu, następnie w prywatnej szkole. Od 1847 do 1854 był uczniem Szkoły Realnej w Kaliszu. Maturę ukończył z najwyższym wyróżnieniem.
W 1855 wstąpił do Seminarium Duchownego we Włocławku. W 1860 roku przyjął święcenia kapłańskie z rąk biskupa kujawsko-kaliskiego Jana Michała Marszewskiego. W latach 1859–1863 kształcił się w Akademii Duchownej w Warszawie. Studia ukończył zostając Kandydatem Świętej Teologii. W latach 1863–1866 pracował wikariusz w parafii Sieradz.
Od 1866 do 1873 był wicerektorem Wyższego Seminarium Duchownego we Włocławku. Po śmierci dotychczasowego rektora Franciszka Płoszczyńskiego, został jego następcą.
Jako wicerektor, a następnie rektor uczelni podjął się zastania zreorganizowania jej, mimo niesprzyjających warunków po upadku powstania styczniowego. Zdolnych alumnów uczelni wysyłał na studia w Akademii Duchownej w Petersburgu, żeby po powrocie zostali wykładowcami. W celu umożliwienia zwiększenia ilości uczniów, wybudował na terenie seminarium jednopiętrowy budynek mieszkalny. W 1887 roku zainicjował budowę nowego skrzydła uczelni, ukończoną przez jego brata Stanisława.
Prowadził wykłady z prawa kanonicznego, historii Kościoła i katechetyki. W Kościele seminaryjnym św. Witalisa osobiście przygotowywał dzieci do przyjęcia I komunii świętej.
Prowadził również badania historyczne. W jego kręgu zainteresowania była m.in. historia ustawodawstwa kościelnego w Polsce. Był inicjatorem wydania źródeł do historii diecezji pt. Monumenta Historica Dioecesis Wladislaviensis. Prace nad dziełem kontynuował po jego śmierci jego brat Stanisław. Korespondował z czasopismem Encyklopedia Kościelna i Przegląd Katolicki, w którym zamieszczał artykuły naukowe. Opracował również dzieje parafii dekanatów włocławskiego, nieszawskiego i kaliskiego oraz klasztorów zlikwidowanych przez zaborców po upadku powstania styczniowego.
Był sędzią surogatem w Konsystorzu Generalnym Włocławskim. W 1881 roku został przyjęty do Kapituły Katedralnej jako kanonik gremialny. W 1883 roku został podniesiony do rangi kustosza tej kapituły, a w 1887 roku został prałatem archidiakonem Kapituły Katedralnej.
Przez całe życie odznaczał się słabym zdrowiem. Zmarł 16 maja 1887 roku we Włocławku. Został pochowany 20 maja na wówczas nowo-otwartym cmentarzu komunalnym we Włocławku, w kwaterze 82A/4/1 położonej w centralnym miejscu cmentarza, tuż obok ołtarza.
W 1936 roku Bibliotekę Wyższego Seminarium Duchownego we Włocławku nazwano imieniem braci Chodyńskich.